# Кюльхири (озеро, Вурнарский район)
Кюльхири́ (чув. Кӳлхӗрри) — озеро в Вурнарском районе Чувашии.
Находится в 12 км северо-западнее районного центра Вурнары, на восточной окраине села Кюльхири в эрозионной ложбине. Расположено в долине реки Ирар, правого притока реки Средний Цивиль.
Площадь, занимаемая озером, составляет 0,14 км². Озеро карстового происхождения. Это наибольшее по объёму воды озеро в республике — 0,0007118 км³.

## Легенда о возникновении
Существует легенда о происхождении озера, записанная со слов жительницы села Кюльхири Муравьевой Елизаветы Максимовны (1927 г.р.), которая её слышала в детстве от своей матери.
По рассказам людей, живших в прошлом веке, это озеро «прилетело» с болотистого места близ деревни Савалкас в 12 км к северо-востоку. Это произошло во время весенних полевых работ, когда крестьяне пахали землю лошадьми, так что все работающие вместе с лошадьми оказались в воде. По свидетельству старожилов д. Сугут-Торбикова, озеро находилось с северо-западной стороны их села. Озеро «улетело» с большим шумом со всей живностью. 
Старожилы говорят, что вода озера обладает целебными свойствами, и приводят примеры исцеления людей от разных болезней. Они же считают, что на дне озера имеется родник от моря, будто бы оно подземным путём связано с морем. В случае пожара в деревне озерная вода краснеет. Перед сильным дождем облако над озером стоит столбом, а потом исчезает. С этим озером жители связывают и то, что здесь никогда не бывает града, смерчей и других стихийных природных явлений.

## Физико-географическая характеристика
Рельеф — холмистая равнина, озеро расположено в эрозионной ложбине, выходящей в долину реки Ирар, правого притока реки Ср. Цивиль. Оно имеет карстовое происхождение, подтверждением тому являются растворимые водой горные породы, трещиноватые известняки, слагающие земную кору окружающей озеро местности и его берега.
Воды, выходящие из источников в районе этого озера, имеют большую жёсткость, что тоже подтверждает залегание карбонатных пород.
Озеро овальной формы, размером 630 на 810 м, средняя глубина — 5,1 м, максимальная — 11,7 м и приурочена к центральной части, к одной из трех воронковидных впадин в его котловине.
Дно песчаное. Преобладающие типы почв в районе озера: серые лесные — 70 %, дерново-подзолистые — 11,5 %.
Прозрачность воды 95 см (август 1996 г.), температура поверхностного слоя в летний период +21 °C, но с глубиной резко уменьшается, и на глубине 11 метров +6-7 °C. Вода зеленоватого цвета, поверхность чистая, почти лишённая водной растительности.

### Флора и фауна
Зарастание идет по прибрежному мелководью, прежде всего элодеей канадской, ряской.
Прибрежная растительность развита очень слабо. Это связано с тем, что озеро является местом водопоя скота, здесь же водятся утки и гуси.
Близко к озеру проходит грунтовая дорога, по которой проезжает частная и колхозная техника.
В водоохранной зоне озера выявлено около 125 видов сосудистых растений.
В озере водятся карпы, крупные экземпляры которых достигают 12-15 кг, а также окуни, пескари, гольцы, караси.
В 1996 году в озеро в целях борьбы с водной растительностью запустили белоглазку.
В составе зимнего зоопланктона 18 видов: 12 — коловратки, 2 — ветвистоусые рачки, 4 — веслоногие.

### Экологическое состояние
Вдоль побережья пасется колхозный и частный скот, здесь же находится водопой, водятся утки и гуси. Близко к озеру проходит грунтовая дорога.
Озеро является местом отдыха жителей окружающих селений, приезжих туристов и используется для хозяйственно-бытовых нужд.
Озеро имеет статус памятника природы, особо охраняемой природной территории регионального значения (Постановление Кабинета Министров Чувашской Республики «Об утверждении Единого пакета кадастровых сведений по особо охраняемым природным территориям Чувашской Республики», от 17.07. 2000 г. № 140).
Требуются озеленение водоохранной зоны, закрытие грунтовой дороги в прибрежной полосе, очистка озера.

## Хозяйственное значение
Озеро находится на землях колхоза «Трактор» (1981).
Озеро является местом отдыха и туризма для жителей данной деревни и близлежащих деревень, районного центра Вурнары.
Воду озера местные жители используют для хозяйственных и бытовых нужд.